# Leucobrephos mongolicum
Leucobrephos mongolicum é uma espécie de inseto lepidóptero pertencente à família dos geometrídeos. Esta espécie foi descrita primeiramente em 1977 por András Mátyás Vojnits. Pode ser encontrada a norte da Mongólia pela região de clima temperado. Habita as florestas montanhosas e temperadas de coníferas e nas taigas de clima polar.

## Sistemática e taxonomia
Esta espécie recebeu estatuto de espécie e adquiriu reconhecimento em 1999. Porém, em 2016, seria rebaixada novamente, por Beljaev, como sinônimo de Leucobrephos middendorfii. Ainda, essa classificação é controversa.